# Jenaya Wade-Fray
Jenaya Wade-Fray (Saint George, 5 settembre 1988) è un'ex cestista britannica.

## Carriera
Nel 2012 viene convocata per i Giochi della XXX Olimpiade.